# Jane MacArthur
Jane MacArthur est une planétologue et écrivaine scientifique britannique basée à Leicester.

## Première vie et éducation
Jane MacArthur fréquente à la City of Norwich School, Norfolk, avant d'étudier les mathématiques à l'Université de Nottingham. Elle obtient une maîtrise en sciences planétaires à l'University College de Londres après avoir suivi des cours à distance en géologie planétaire, exoplanètes et galaxies à l'Université de Liverpool John-Moores. Elle suit plusieurs ateliers et écoles d'été liés à la géologie et aux exoplanètes, développant un profil public considérable à travers des festivals scientifiques et des apparitions dans les médias.

## Recherche
Jane MacArthur étudie les météorites martiennes et les échantillons de comètes Stardust avec John Bridges, Michael Branney et Steve Baker à l'Université de Leicester. Ses recherches comprennent des travaux de terrain sur des cratères d'impact, des volcans et des champs volcaniques.
Jane MacArthur est membre du conseil consultatif de l'UKSEDS (UK Students for Exploration & Development of Space) et du comité d'éducation et de sensibilisation de la British Interplanetary Society. En 2014, elle est élue membre du conseil de la Royal Astronomical Society.

## Engagement public
En 2011, Jane MacArthur est invitée à assister au lancement de la dernière mission STS-135 de la NASA depuis le Kennedy Space Center . En 2012, elle est nommée Point de contact national pour le Conseil consultatif de la génération spatiale. Elle est impliquée dans plusieurs activités d'engagement du public, de « I'm a Scientist, Get Me Out of Here » à la NASA,. En 2016, elle était la seule lauréate britannique du concours de médias sociaux de l'Observatoire européen austral.
Jane MacArthur écrit pour le magazine scientifique Popular Astronomy. Elle fait partie du comité directeur du fonds éducatif RAS 200, qui cherche à attribuer 1 000 000 £ à des projets qui soutiennent l'astronomie et la géophysique.